# A. L. Mestel
Ascher Lawrence Mestel (17 tháng 9 năm 1926 - 6 tháng 6 năm 2022) là một bác sĩ phẫu thuật nhi khoa và nghệ sĩ người Mỹ sống tại Brooklyn, New York. Ông là một trong những người tiên phong trong lĩnh vực phẫu thuật nhi khoa và đã được xuất bản rộng rãi. Mestel đặc biệt nổi tiếng với lần đầu tiên đột phá tách cặp song Sinh đôi dính liền Ischiopagus Tripus thành công.

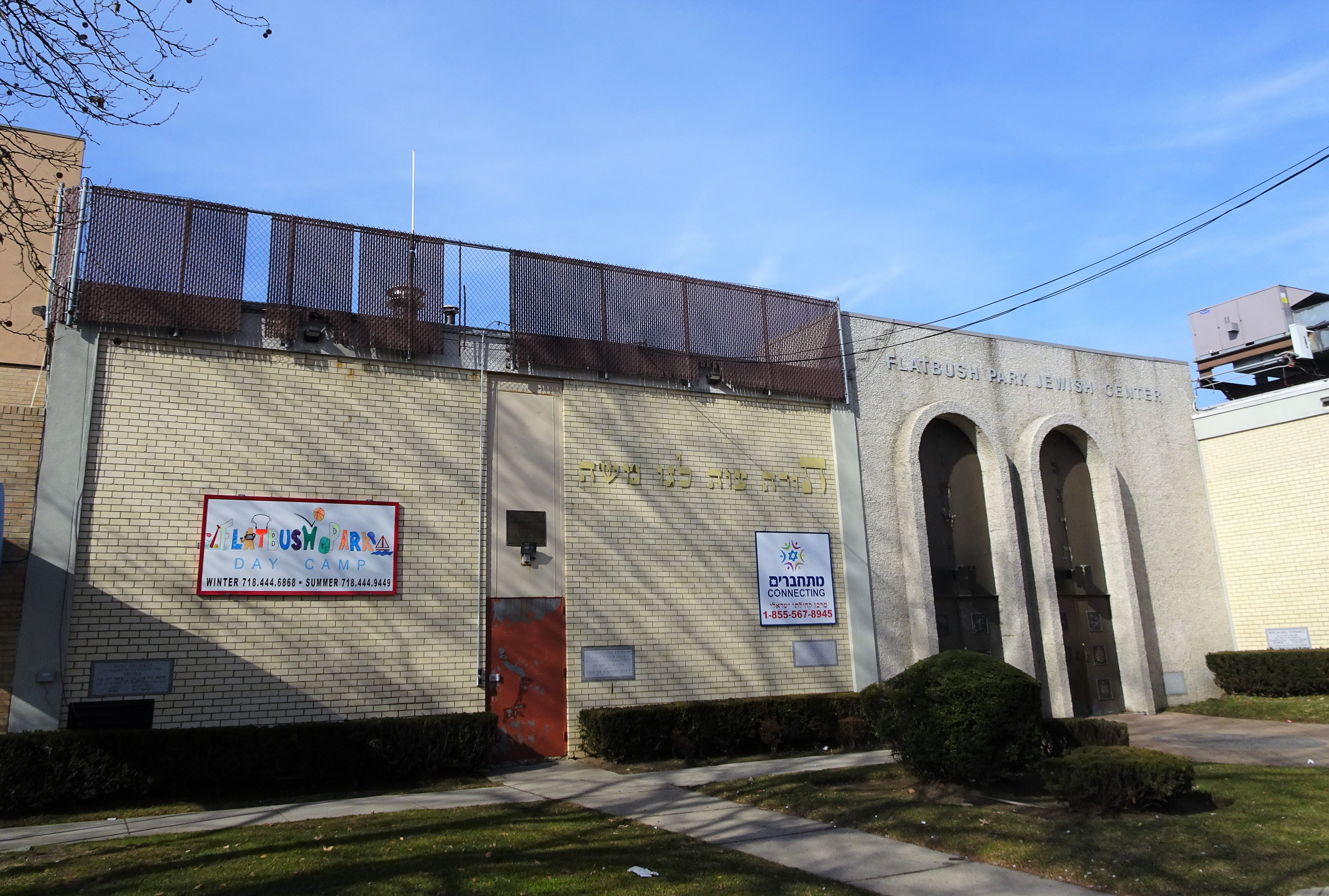
Trung tâm Do Thái ở Công viên Flatbush

Năm 1997, Mestel đã được trao Giải thưởng Clarence và Mary Dennis cho những đóng góp xuất sắc và những cam kết quan trọng cho Trung tâm Y tế SUNY Downstate và cho cộng đồng Brooklyn. Năm 1998, ông được trao Giải thưởng Dịch vụ Cựu sinh viên vì đã cung cấp dịch vụ xuất sắc và khả năng lãnh đạo cho Hiệp hội Cựu sinh viên-Trường Đại học Y của Trung tâm Y tế SUNY Downstate.
Ông cũng là một nghệ sĩ điêu khắc và kính màu tài năng. Tác phẩm của ông đã giành được nhiều giải thưởng và được trưng bày tại Bảo tàng Nghệ thuật Metropolitan, Bảo tàng Brooklyn, Trung tâm Văn hóa Đảo Staten và Nhà Lever. Ông cũng hoạt động tích cực trong cộng đồng Do Thái, và từng là Chủ tịch Hội đồng Quản trị kiêm Chủ tịch Trung tâm Do Thái Flatbush Park ở Brooklyn. Sau khi nghỉ tập, ông sống với vợ là Beverly ở Mill Basin, Brooklyn. Ông qua đời vào ngày 6 tháng 6 năm 2022, hưởng thọ 95 tuổi.